# Vellefrey-et-Vellefrange
Vellefrey-et-Vellefrange ist eine Gemeinde im französischen Département Haute-Saône in der Region Bourgogne-Franche-Comté.

## Geographie
Vellefrey-et-Vellefrange liegt auf einer Höhe von 205 m über dem Meeresspiegel, drei Kilometer nordnordöstlich von Gy und etwa 26 Kilometer nordwestlich der Stadt Besançon (Luftlinie). Das Dorf erstreckt sich im Südwesten des Départements, nördlich des Flusslaufs der Morte in der Ebene von Gy, nordwestlich der Höhen der Monts de Gy.
Die Fläche des 7,13 km² großen Gemeindegebiets umfasst einen Abschnitt der leicht gewellten Landschaft südöstlich der Saône. Die südliche Grenze verläuft meist entlang der Morte, welche für die Entwässerung nach Westen zur Saône sorgt. Die breite Talebene liegt auf durchschnittlich 205 m und besitzt fruchtbare Alluvialböden, welche landwirtschaftlich genutzt werden. Nur ein ganz kleiner Anteil im Bereich der Ortschaft Vellefrange liegt südlich der Morte. Vom Flusslauf der Morte erstreckt sich das Gemeindeareal nordwärts in die nur schwach reliefierte Landschaft der Petits Bois de Gy, die aus tertiären Ablagerungen aufgebaut ist. Mit 261 m wird hier die höchste Erhebung von Vellefrey-et-Vellefrange erreicht.
Die Doppelgemeinde besteht aus den Ortschaften Vellefrey (205 m, nördlich der Morte) und Vellefrange (205 m, südlich der Morte). Nachbargemeinden von Vellefrey-et-Vellefrange sind La Chapelle-Saint-Quillain im Norden, Vantoux-et-Longevelle im Osten, Bucey-lès-Gy und Gy im Süden sowie Citey und Angirey im Westen.

## Geschichte
Im Mittelalter gehörten Vellefrey und Vellefrange zur Freigrafschaft Burgund und darin zum Gebiet des Bailliage d’Amont. Zusammen mit der Franche-Comté gelangten beide Dörfer mit dem Frieden von Nimwegen 1678 definitiv an Frankreich. Im Jahr 1806 fusionierten Vellefrey und Vellefrange zur heutigen Doppelgemeinde. Heute ist Vellefrey-et-Vellefrange Mitglied des 20 Ortschaften umfassenden Gemeindeverbandes Communauté de communes des Monts de Gy. Die Gemeinde besitzt keine eigene Kirche, sie gehört zur Pfarrgemeinde Bucey-lès-Gy.

## Sehenswürdigkeiten
Das Schloss in Vellefrey wurde im 18. Jahrhundert nach Plänen des Architekten Colombot erbaut. Ebenfalls in Vellefrey steht ein überdachtes Lavoir aus dem 19. Jahrhundert, das früher als Brunnen, Waschhaus und Viehtränke diente.

## Bevölkerung
| Jahr                       | 1962 | 1968 | 1975 | 1982 | 1990 | 1999 |
| Einwohner                  | 55   | 57   | 52   | 60   | 60   | 93   |
| Quellen: Cassini und INSEE |      |      |      |      |      |      |

Mit 112 Einwohnern (1. Januar 2022) gehört Vellefrey-et-Vellefrange zu den kleinsten Gemeinden des Département Haute-Saône. Nachdem die Einwohnerzahl in der ersten Hälfte des 20. Jahrhunderts deutlich abgenommen hatte (1886 wurden noch 190 Personen gezählt), wurden bis 1990 nur noch geringe Schwankungen registriert. Seither gab es wieder eine deutliche Bevölkerungszunahme zu verzeichnen.

## Wirtschaft und Infrastruktur
Vellefrey-et-Vellefrange war bis weit ins 20. Jahrhundert hinein ein vorwiegend durch die Landwirtschaft (Ackerbau, Obstbau und Viehzucht) und die Forstwirtschaft geprägtes Dorf. Außerhalb des primären Sektors gibt es nur wenige Arbeitsplätze im Dorf. Einige Erwerbstätige sind auch Wegpendler, die in den größeren Ortschaften der Umgebung ihrer Arbeit nachgehen.
Der Ort liegt abseits der größeren Durchgangsachsen, ist aber von der Hauptstraße D474, die von Gray via Gy nach Vesoul führt, leicht erreichbar. Weitere Straßenverbindungen bestehen mit Bucey-lès-Gy, Citey und Longevelle.